# Golden Boy (serie televisiva)
Golden Boy è una serie televisiva statunitense creata da Nicholas Wootton per la CBS, trasmessa dal 26 febbraio al 14 maggio 2013. In Italia la serie viene trasmessa in prima visione assoluta su Premium Crime dal 18 settembre 2013, mentre in chiaro durante l'inverno 2015 su TOP Crime.

## Trama
La serie segue la fulminea ascesa di un giovane e ambizioso agente, che passa da poliziotto a detective, diventando il più giovane capo della polizia di New York a soli 34 anni.

## Episodi
| Stagione       | Episodi | Prima TV USA | Prima TV Italia |
| -------------- | ------- | ------------ | --------------- |
| Prima stagione | 13      | 2013         | 2013            |

## Personaggi e interpreti

### Personaggi principali
- Walter William Clark Jr., interpretato da Theo James, doppiato da Gianfranco Miranda.
- Don Owen, interpretato da Chi McBride, doppiato da Massimo Corvo.
- Christian Arroyo, interpretato da Kevin Alejandro, doppiato da Alessandro Quarta.
- Deborah McKenzie, interpretata da Bonnie Somerville, doppiata da Claudia Catani
- Joe Diaco, interpretato da Holt McCallany, doppiato da Massimo Bitossi.
- Agnes, interpretata da Stella Maeve, doppiata da Veronica Puccio.

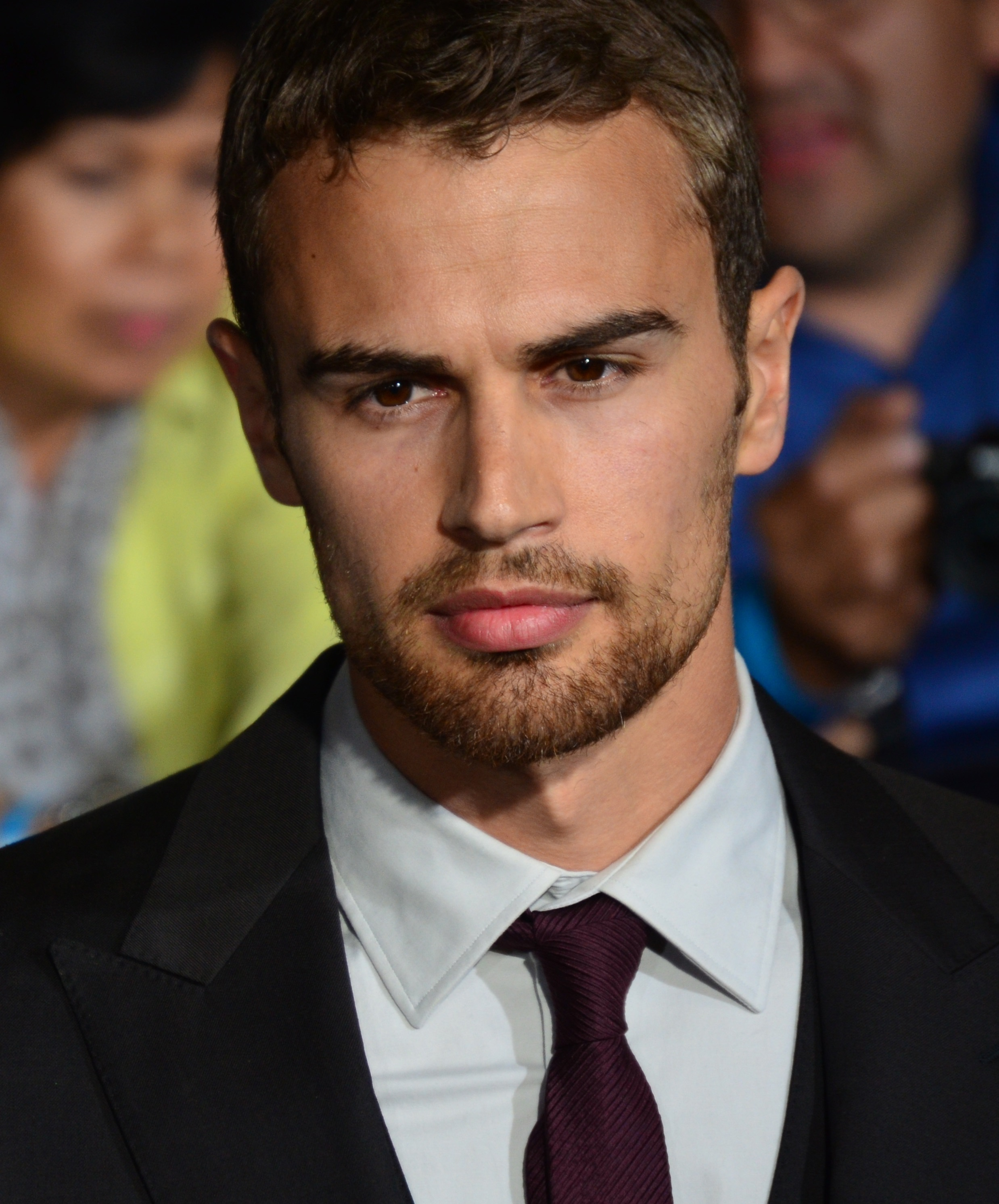
Theo James interpreta Walter William Clark Jr.
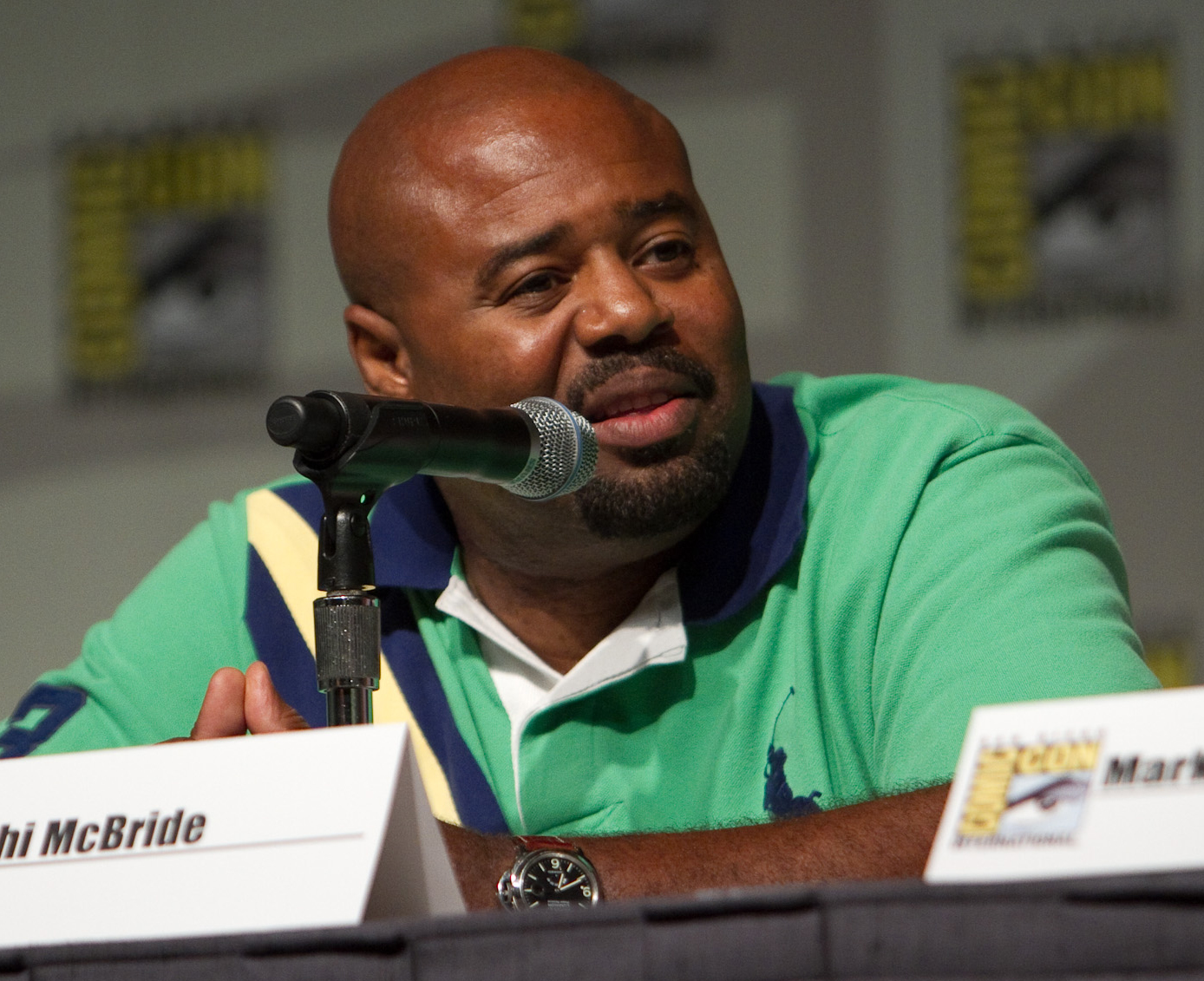
Chi McBride interpreta Don Owen
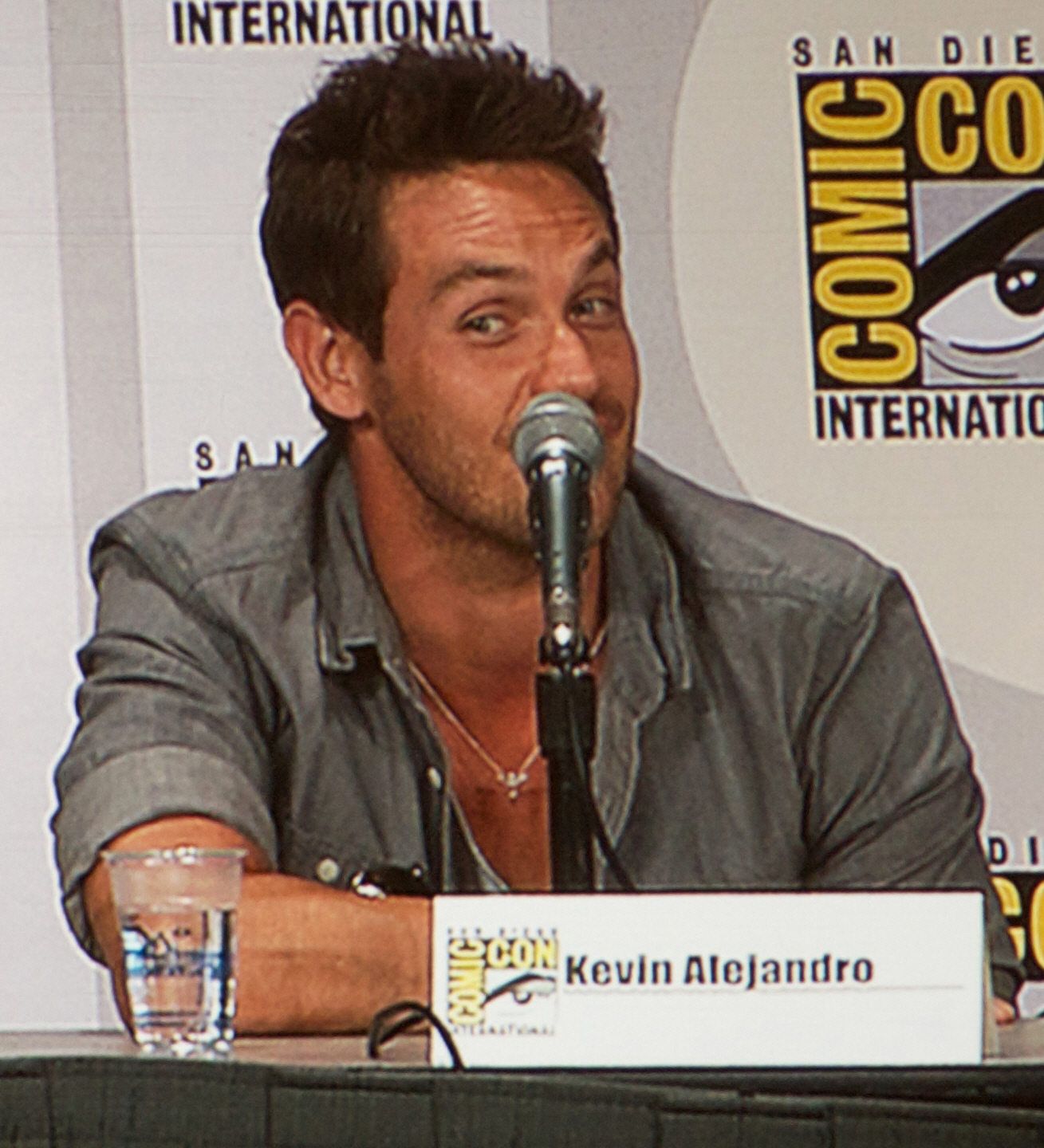
Kevin Alejandro interpreta Christian Arroyo
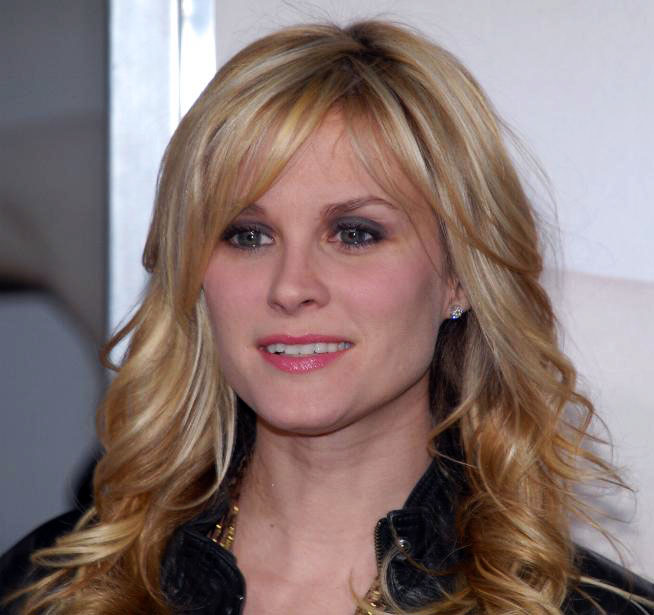
Bonnie Somerville interpreta Deborah McKenzie

### Personaggi ricorrenti
- Ten. Peter Kang, interpretato da Ron Yuan, doppiato da Alberto Angrisano.
- Kat O'Connor, interpretata da Odette Annable, doppiata da Francesca Fiorentini.
- Margot Dixon, interpretata da Trieste Kelly Dunn, doppiata da Ilaria Latini.
- Jack Dowdell, interpretato da William Sadler, doppiato da Stefano De Sando.
- Paul Daly, interpretato da Richard Kind, doppiato da Dario Penne.
- Walter Clark Sr., interpretato da Michael Madsen, doppiato da Roberto Draghetti.
- Lorraine Arroyo, interpretata da Andrea Navedo, doppiata da Tatiana Dessi.
- Nora Clark, interpretata da Polly Draper, doppiata da Irene Di Valmo.

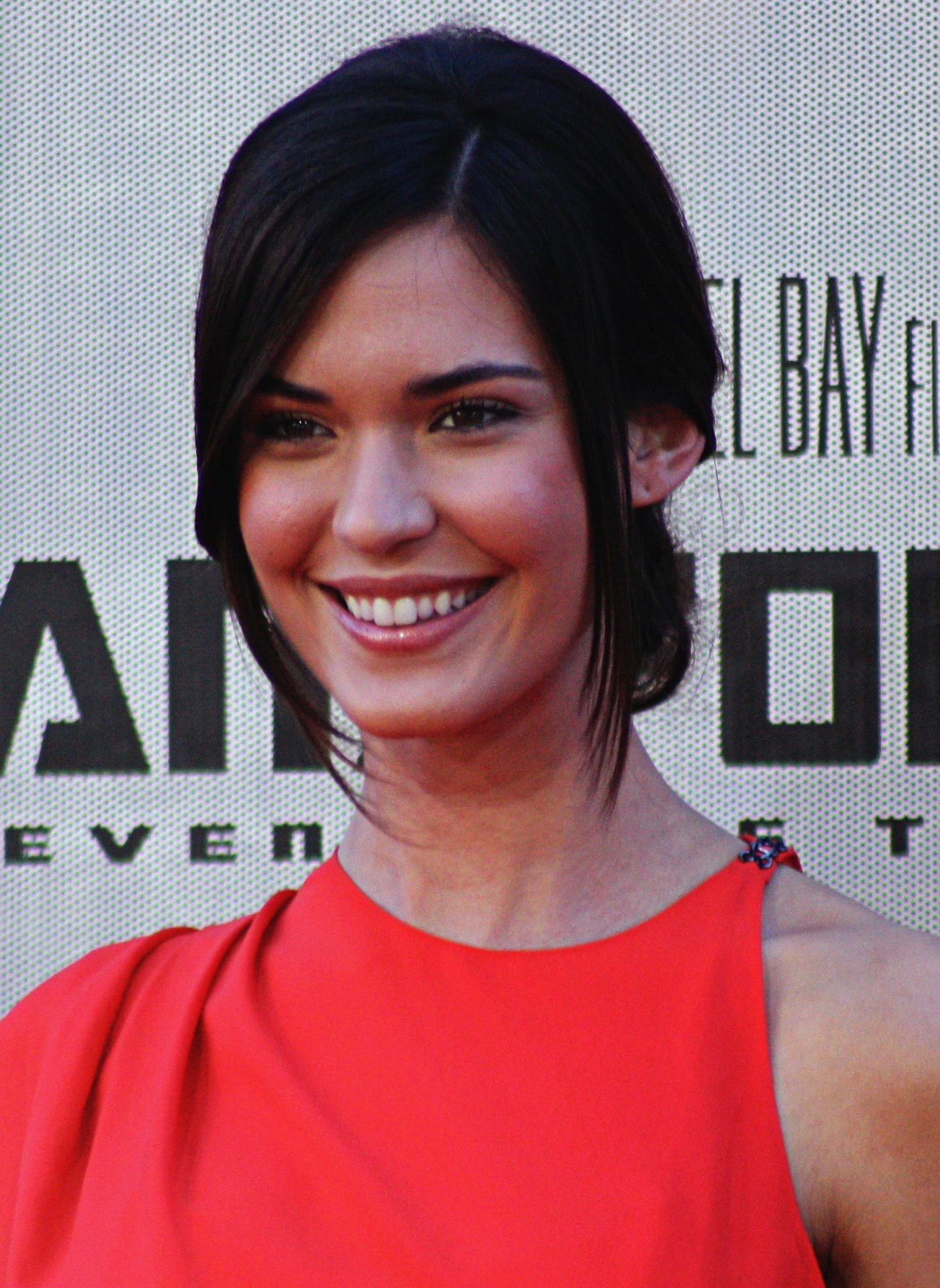
Odette Annable interpreta Kat O’Connor
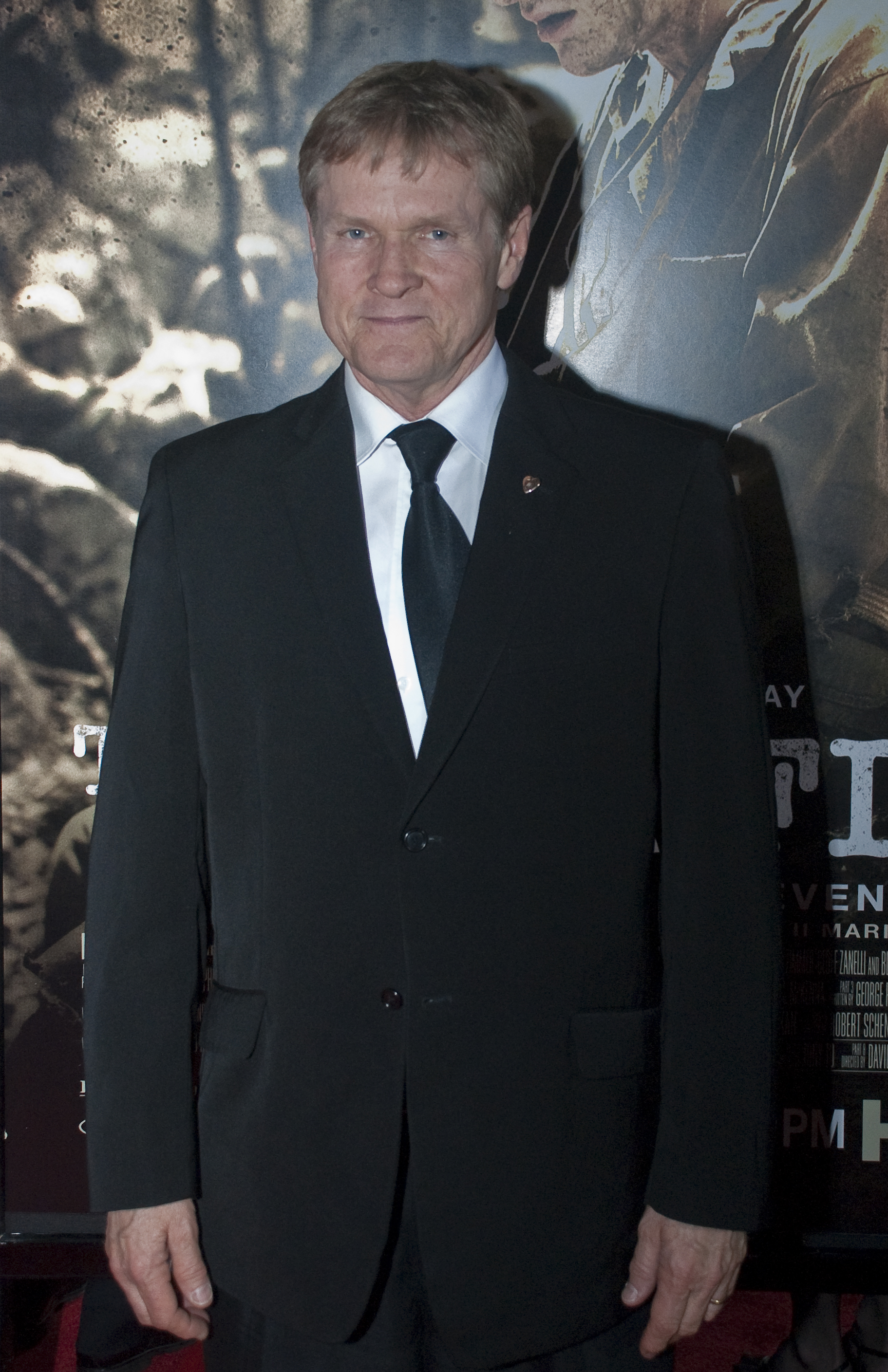
William Sadler interpreta Jack Dowdell
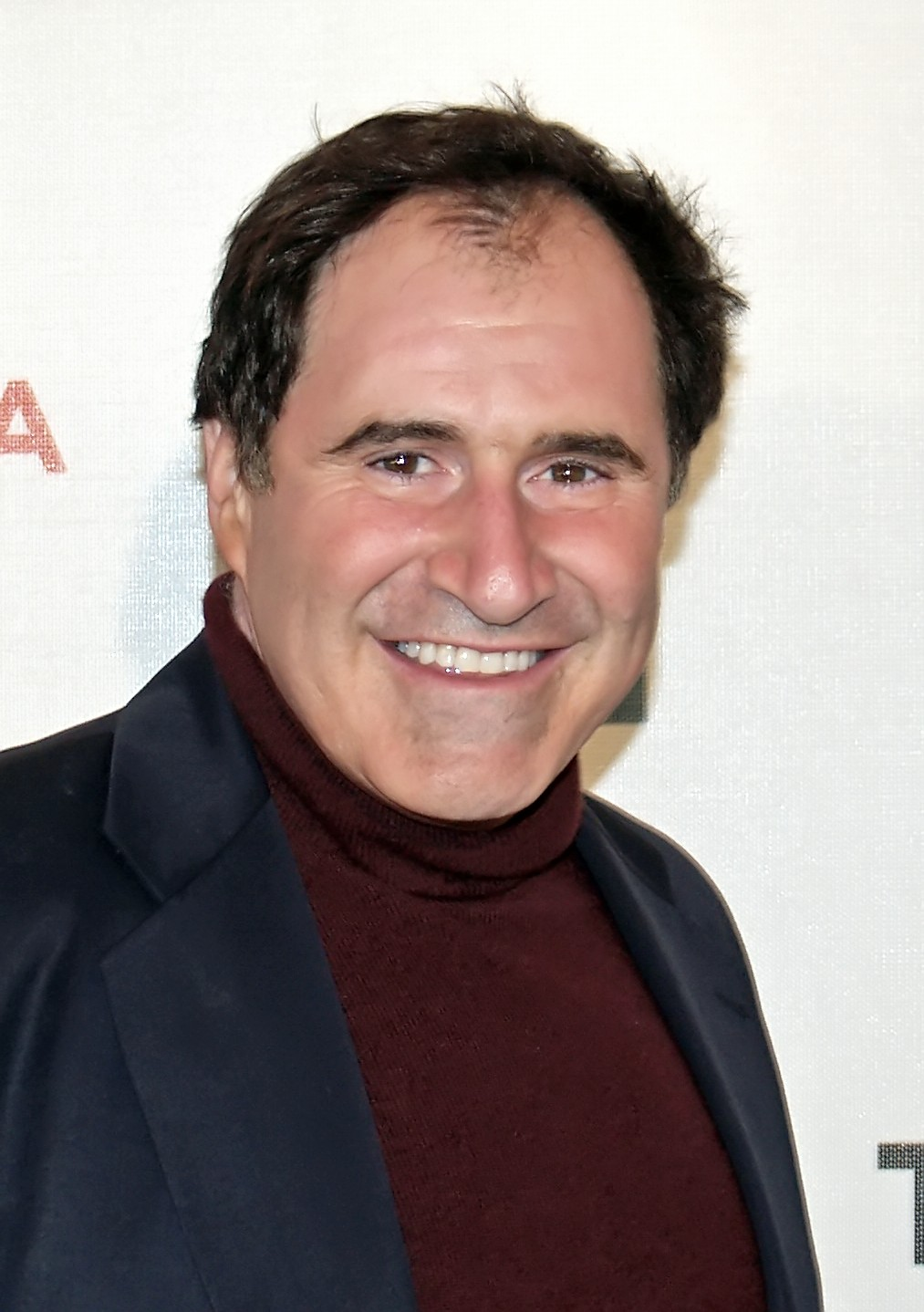
Richard Kind interpreta Paul Daly
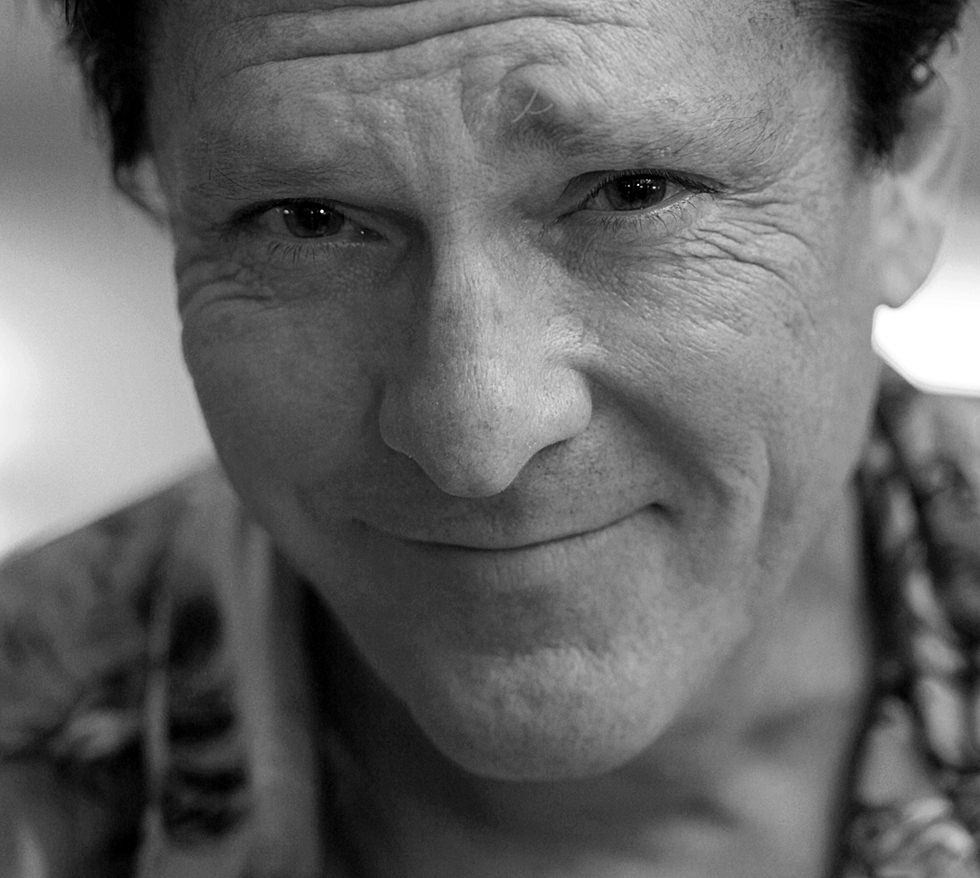
Michael Madsen interpreta Walter Clark Sr.

## Produzione
Il network CBS ordinò ufficialmente la serie durante gli upfront di maggio, per poi trasmetterla in midseason.
Il 10 maggio 2013, CBS ha cancellato la serie.